# Arte Al Limite
Arte Al Limite (AAL) je izdavački i galeristički projekt sa sjedištem u gradu Santiago de Chile. Ovaj projekt koji pokriva područje suvremene umjetnosti i novih tendencija u Latinskoj Americi i svijetu osnovan je 2002. godine.
Izdavačka djelatnost sastoji se od besplatnih novina koje mjesečno obrađuju čileansku i latinoameričku suvremenu umjetnost i luksuznog kolekcionarskog magazina koji predstavlja i obrađuje rad međunarodno značajnih suvremenih umjetnika, imena poput Chuck Close, Barbara Kruger, Ernesto Neto, Bill Viola, Marina Abramović, Vik Muniz, Olafur Eliasson, Anish Kapoor, Dan Graham, Jaume Plensa i drugih, na dvomjesečnoj osnovi na španjolskom i engleskom jeziku.
Također u sklopu projekta djeluje i web platforma te virtualni muzej.
Magazin Arte Al Limite kao ugledni urednički projekt svake godine se promovira diljem svijeta na najznačajnijim sajmovima umjetnosti i ima status referentne literature.